# Света Јелена (Сењ)
Света Јелена је насељено мјесто у саставу града Сења у Личко-сењској жупанији, Република Хрватска.

## Географија
Налази се око 3 км сјеверно од Сења.

## Историја
Као самостално насеље постоји од пописа 2011. године.

## Становништво
Насеље је на попису становништва из 2011. године имало 16 становника.